# Закон о локомотивах
Закон о локомотивах (англ. Locomotive Acts, также Закон о красном флаге (англ. Red Flag Acts)) — ряд законов Соединенного Королевства, регулирующих использование транспортных средств с механическим приводом на британских дорогах общего пользования во второй половине XIX века.

## История
Парламентом Великобритании последовательно были приняты следующие законы:
1. Locomotive Act 1861
2. Locomotive Act 1865 (Red Flag Act)
3. Highways and Locomotives (Amendment) Act 1878
4. Locomotives on Highways Act 1896[англ.]
5. Locomotives Act 1898

Первые три закона содержали ограничительные меры в отношении укомплектования персоналом и скорости движения дорожных транспортных средств. Они также формализовали многие важные правила, такие как регистрация транспортных средств, его номерные знаки, ограничения скорости, максимальный вес транспортного средства на инженерных сооружениях (например, мосты) и организация дорожных служб.
Самые драконовские ограничения, в частности ограничения скорости, были введены законом 1865 года («Закон о красном флаге»), который требовал, чтобы все дорожные локомотивы, включая автомобили, двигались со скоростью не более 6,4 км/ч (4 мили в час) по стране и 3,2 км/ч (2 мили в час) в городе. Также требовалось, чтобы перед ними шел человек с красным флагом.
Закон 1896 года снял некоторые ограничения закона 1865 год и повысил скорость до 23 км/ч (14 миль в час).
Закон о локомотивах на автомагистралях 1896 года изменил законодательство, что позволило автомобильной промышленности в Соединенном Королевстве развиваться ускоренными темпами.
Последним «локомотивным актом» был «Закон о локомотивах 1898 года».
Аналогичные законодательные акты о «Красном флаге» были приняты в некоторых штатах США.